# Peri Brown
 (février 2018).
Si vous disposez d'ouvrages ou d'articles de référence ou si vous connaissez des sites web de qualité traitant du thème abordé ici, merci de compléter l'article en donnant les références utiles à sa vérifiabilité et en les liant à la section « Notes et références ».
Peri Brown est un personnage de fiction joué par Nicola Bryant dans la série de science-fiction Doctor Who. Créé par le producteur John Nathan-Turner et le scénariste Eric Saward, c'est une étudiante d'origine américaine et botaniste. Peri est l'assistante du 5° Docteur (Peter Davison) et du 6° Docteur (Colin Baker). Peri apparaît durant 11 sérials sur 33 épisodes. 

## Histoire du personnage

### Saison 21 (1984)
Apparaissant pour la première fois en 1984 dans l'épisode « Planet of Fire » Peri est présenté comme une étudiante venue sur l'île de Lanzarote suivre l'expédition archéologique de son beau-père, Howard Foster. À la suite d'une dispute, Peri se retrouve piégé à bord d'un bateau et décide de rejoindre la côte à la nage. Elle est repérée par Turlough alors qu'elle est en train de se noyer et est ramenée à l'intérieur du TARDIS. Là, elle se retrouve mêlée malgré elle aux intrigue du Maître tentant de reprendre sa vraie forme après avoir été rétréci. Après le départ de Turlough et la destruction de Kamelion à la fin de l'épisode, elle propose au 5e Docteur (joué par Peter Davison) de le suivre le temps de ses trois mois de vacances.
Dans l'histoire suivante, « The Caves of Androzani » alors que tous deux sont empoisonnés par le spectrox, le cinquième Docteur décide de donner le seul antidote disponible à Peri et se sacrifie pour la sauver. Elle voit alors le Docteur se régénérer et devenir le 6e Docteur (joué par Colin Baker.)  Elle continue de voyager avec lui, malgré la violence de la régénération, qui a poussé le Docteur à l'étrangler alors qu'il était dans un état second. (« The Twin Dilemma ») Leur relation devient d'ailleurs assez acerbe au cours des épisodes suivant, le Docteur la rabaissant assez souvent.

### Saison 22 (1985)
Peri voyage avec le Docteur durant une période relativement indéterminée, allant de "plusieurs mois" à "plusieurs années" selon les sources et les épisodes. Entre les événements de « Revelation of the Daleks » et ceux de « The Mysterious Planet » (le premier épisode de l'arc "The Trial of a Time Lord" ("Le procès d'un seigneur du temps") la relation entre elle et le Docteur semble être bien plus amicale. Cela correspond aussi à la période de dix huit mois de hiatus entre les deux saisons. 

### Saison 23 (1986)
À la fin du deuxième épisode de l'arc, « Mindwarp » Peri est enlevé par une créature nommé Kiv et un savant à ses ordres arrive à transplanter son cerveau à l'intérieur de son corps, ce qui provoque sa mort. C'est la dernière fois que l'on voit le personnage vivant. Toutefois on apprend dans le dernier épisode de la saison, « The Ultimate Foe » , que cette séquence était truquée et que Peri s'est fait libérer avant l'opération par le roi Yrcanos de Thoros Alpha. Ce chef de guerre que l'on a vu dans "Mindwarp" fini par épouser Peri. On ne sait plus rien d'elle ensuite.

### Dimensions in Time(1993)
On revoit brièvement le personnage de Peri dans l'épisode spécial « Dimensions in Time. » et même après sa disparition dans la série, le personnage continua d'être présent dans la bande dessinée de Doctor Who diffusé dans le Doctor Who Magazine, une fois par mois, en parallèle des épisodes télévisé. Son personnage restera au côté du 6e Docteur et de Frobisher (un personnage inventé pour les comics) jusqu'en juillet 1987. Elle est revenue dans des romans, des bande-dessinées et des pièces audiophoniques dérivées de la série, toujours interprété par Nicola Bryant.

### Tales of the TARDIS (2023)
Lors de l'épisode Vengeance on Varos de ce spin off de Doctor Who, le sixième Docteur et Peri se retrouvent et se souviennent de leur conflit sur la planète minière Varos : un monde qui divertit ses habitants avec des émissions télévisées sadiques.

## Casting et réception

### Casting
Le personnage de Peri fut créé par John Nathan-Turner et Eric Saward, responsable des scénarios, durant le mois de février 1983. Ceux-ci trouvaient que la série avait trop de personnages secondaires, et souhaitaient un compagnon unique qui puisse être américain, dans l'optique d'atteindre le marché des États-Unis. Ayant trouvé le prénom « Perpugilliam » dans un livre sur l'aristocratie, Nathan-Turner voulait faire d'elle un personnage qui puisse aussi être une assistante à l'image du duo formé par Jo Grant et le troisième Docteur. 

## Apparence et caractère
Dans le script de Planet of Fire, Peter Grimwade décrit Peri comme étant une blonde qui choisissait de rester avec le Docteur parce que celui-ci ressemble à son vrai père, mort plusieurs années plus tôt. Eric Saward fit de nombreuses modifications sur le scénario, changeant ces détails.
Peri est une jeune fille brillante, spirituelle, qui a la vingtaine et voyage avec le Docteur pour découvrir l'univers. Alors qu'elle possède une relation assez acerbe avec le sixième Docteur, une certaine forme d'affection se créé tout de même entre les deux. Celle-ci est caractérisée comme étant une brillante botaniste, même si cela ne fut utile qu'à de rares moments. De plus, Peri est américaine, bien que jouée par une actrice britannique. Nicola Bryant étant mariée avec un américain, cela facilita son apprentissage des accents, même si celui-ci lui échappe à de nombreux moments. Bryant affirmera que le producteur John Nathan-Turner la forçait à garder cet accent entre les prises et durant les interviews.
Le personnage connu de nombreuses controverses, notamment lié à ses vêtements courts et les positions suggestives dans lesquelles elle se retrouve. (Initiant, ce qui sera appelé des années plus tard, du fan service.) Nathan-Turner admit plus tard (dans son livre Doctor Who: The Companions and elsewhere) que son intention était d'insuffler du sex-appeal dans la série vieillissante. Cet aspect se calme après l'épisode « Timelash »  où ses tenues deviennent un peu plus appropriées à l'époque. 
Nichola Bryant s'est dites déçue d'apprendre dans les épisodes suivants que sa "mort" supposée n'était en fait qu'une illusion provoquée par le Valeyard. 